# Austin Maestro
Der Austin Maestro und die davon abgeleitete sportliche Version MG Maestro sind fünftürige Kombilimousinen der britischen Austin Rover Group. Sie sind im Segment der Kompaktklasse angesiedelt. In ihrem Heimatland wurden sie in Anspielung auf das entsprechende VW-Modell als „britischer Golf“ beworben. Die Produktion in Großbritannien dauerte von Anfang 1983 bis Ende 1994. Danach gab es noch Lizenzfertigungen in Bulgarien und China. Auf dem Maestro basiert die 1984 vorgestellte Stufenhecklimousine Montego.

## Entstehungsgeschichte

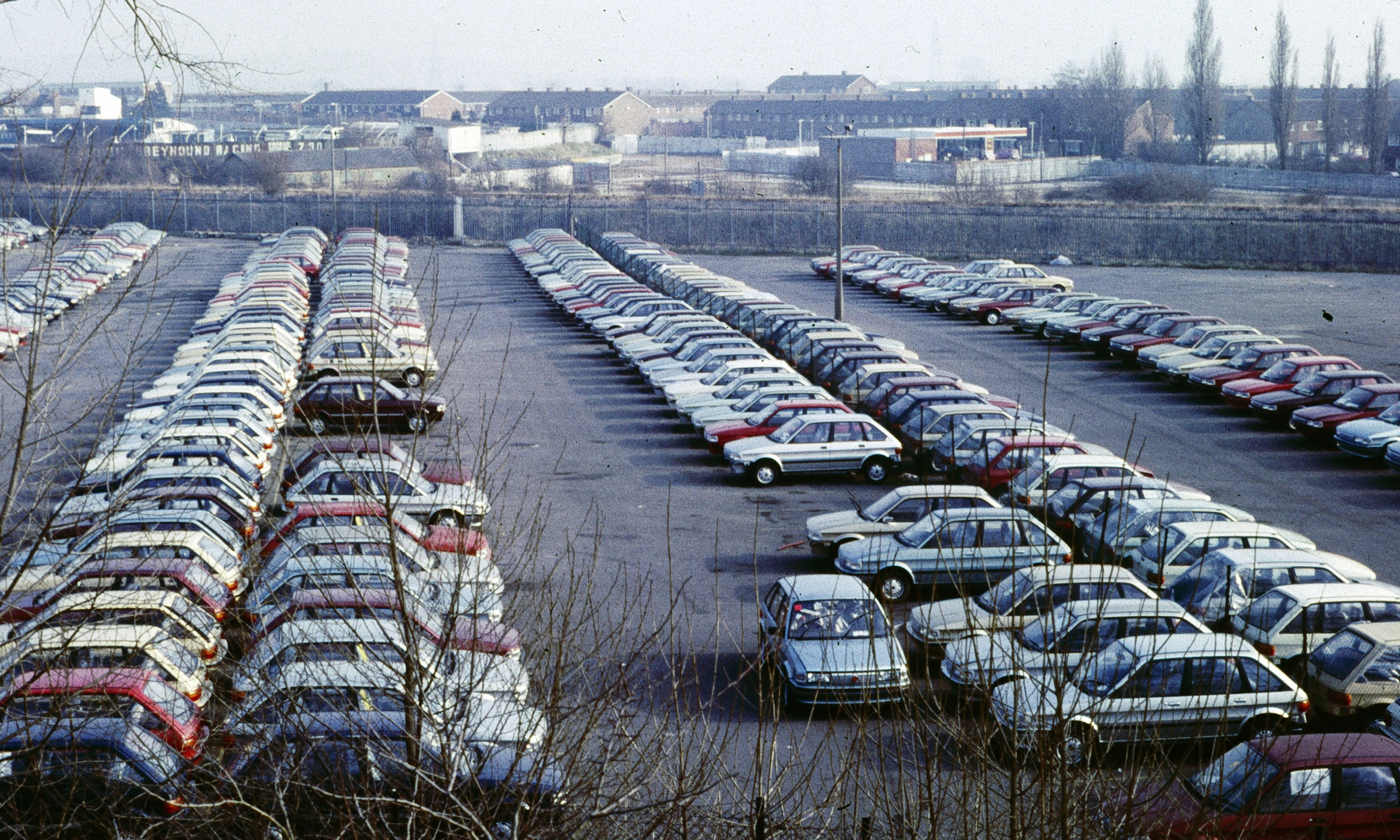
Halde mit neuen Maestros beim Werk Cowley in Oxford (1985)

Der Maestro wurde von British Leyland unter dem werksinternen Code LC10 entwickelt; später wurde der Code in LM10 geändert. Der LC10/LM10 sollte sowohl den Austin Allegro als auch den geringfügig größeren Maxi ersetzen; eine davon abgeleitete Stufenheckversion (LM11) war als Nachfolger des Marina bzw. Ital vorgesehen. Erste Planungen für den LC10 gehen auf das Jahr 1975 zurück; angesichts der wirtschaftlichen Unsicherheiten im Leyland-Konzern gab es zunächst aber nur geringe Fortschritte. Erst 1978 war die Finanzierung der Entwicklung gesichert. Die britische Regierung unterstützte die Entwicklung mit erheblichen Subventionen.
Entwicklungsleiter war Spen King. Er entschied sich früh für ein möglichst simples technisches Layout. In einem Interview erklärte er rückwirkend: „Wir hatten keinen Grund, etwas unnötig Kompliziertes zu bauen.“ Damit grenzte er den LC10 auch von den ebenso aufwändigen wie anfälligen Leyland-Modellen früherer Generationen ab, die unter der Leitung von Alec Issigonis entstanden waren. Obwohl die britischen Kunden traditionell Fahrzeuge mit Stufenheck bevorzugten, konzentrierte sich die Entwicklung zunächst auf das Schrägheckmodell, weil Leyland bzw. Austin Rover auch den europäischen Exportmarkt im Blick hatten und erwarteten, dort eher die fünftürige Version absetzen zu können. Die Entwicklung des Autos war von betriebsinternen Spannungen, aber auch von politischen Notwendigkeiten geprägt. Insbesondere das Karosseriedesign war Gegenstand von Kontroversen.
Der Maestro wurde im März 1983 als fünftürige Schräghecklimousine auf dem britischen Markt eingeführt. Nach und nach wurde daraus eine ganze Modellfamilie. Im Herbst 1983 kam der sportliche MG Maestro, später das Stufenheckmodell Montego (Frühjahr 1984) und dessen Kombiversion (Herbst 1984) sowie schließlich der Delivery Van (1985) hinzu.
British Leyland bzw. Austin Rover setzte große Hoffnungen in den Maestro. Die Presse erwartete einen Marktanteil von 25 Prozent in Großbritannien. Derart hohe Verkaufszahlen wurden für notwendig gehalten, um das wirtschaftliche Überleben des Herstellers zu sichern. Tatsächlich blieb die Produktion deutlich hinter den Erwartungen zurück. Nur einmal konnte eine (knapp) sechsstellige Jahresproduktion erreicht werden.
Als Austin Rover 1989 die zweite Serie des Rover 200, die auf dem Honda Concerto basierte, auf den Markt brachte, änderte sich die Positionierung des annähernd gleich großen Maestro. Er wurde zum Basismodell herabgestuft, dessen Verkaufspreis deutlich unter dem des Rover lag. In dieser Nische hielt sich das Auto bis 1994 auf dem britischen Markt. Ende 1994 wurde die Produktion der Modelle Maestro und Montego in England eingestellt, nachdem Austin Rover zuvor von BMW übernommen worden war. Die im Herbst 1995 eingeführte dritte Generation des Rover 200 (Typ RF) kann als indirekter Nachfolger des Modells angesehen werden.

## Modellbeschreibung

### Design

#### Beschreibung

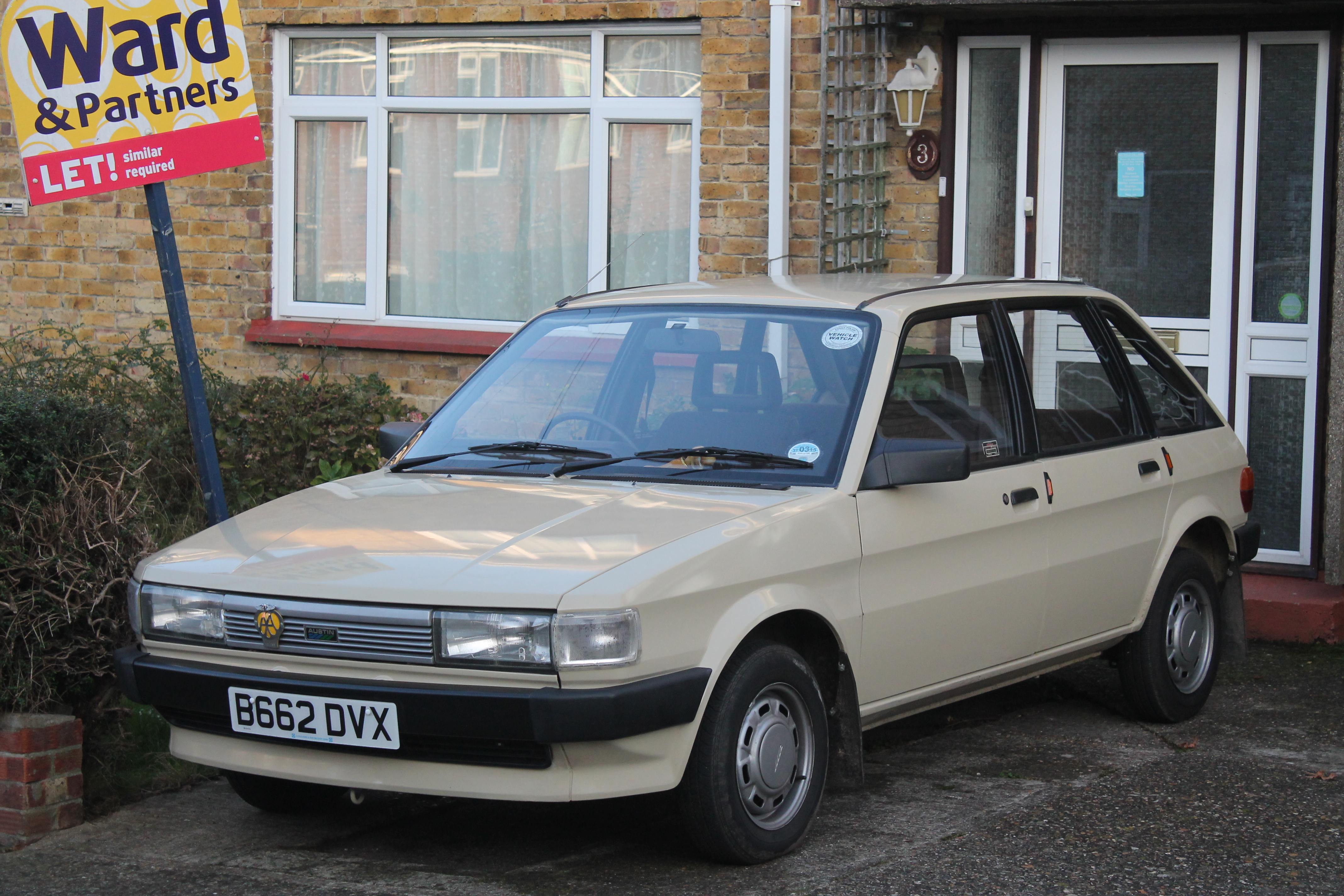
Maestro-Design (Basismodell) von Ian Beech

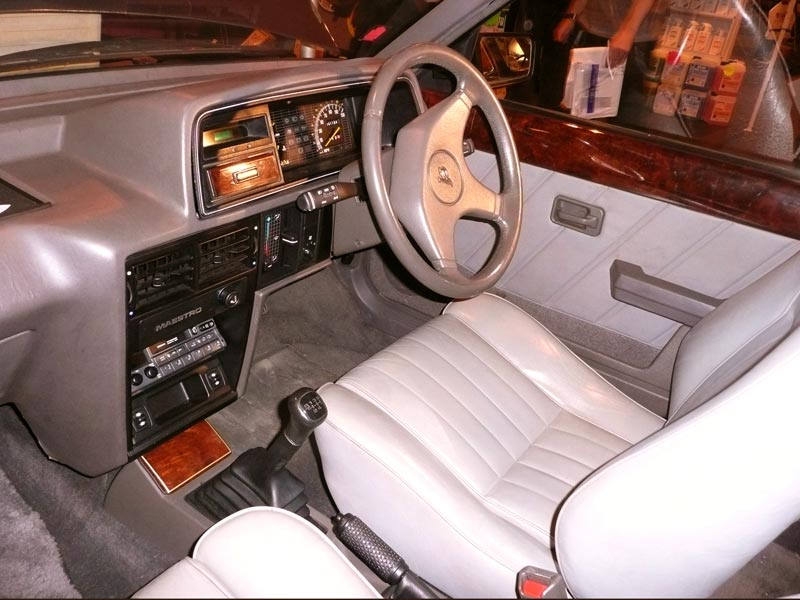
Interieur eines späten Austin Maestro Vanden Plas mit analogen Anzeigen

Das Karosseriedesign des Maestro ist ein hausinterner Entwurf. Ausführender Designer war Ian Beech, der unter der Leitung des Designvorstands David Bache arbeitete. In der Planungsphase stand dem Entwurf von Beech ein alternativer Designvorschlag von Harris Mann gegenüber, der zuvor den Austin Allegro und den Triumph TR7 entworfen hatte. Möglicherweise wurde außerdem Pininfarina mit einem Designvorschlag beauftragt; hierzu gibt es keine eindeutigen Quellen. Harris Manns Entwurf war glattflächiger und optisch hochwertiger als die Arbeit von Beech. Allgemein wurde erwartet, dass Harris Manns Entwurf zum Zuge kommen würde; letztlich setzte Bache bei dem Leyland-Management aber das Konzept seines Mitarbeiters Ian Beech durch. Die Entscheidung beruhte im Wesentlichen auf dem Renommee Baches, der Urheber der erfolgreichen Rover-Modelle P5, P6 und SD1 war und zu dieser Zeit als einer der profiliertesten Designer Großbritanniens galt. Nach seiner Entlassung 1981 übernahm der ehemalige Rootes-Designer Roy Axe seine Funktion. 
Die Gürtellinie verläuft waagerecht. Die Fahrzeugsäulen sind außerordentlich dünn; sie ermöglichen große Glasflächen. Ein besonderes Merkmal des Maestro, das sich auch bei der Stufenheckversion und dem Kombi findet, sind die konkav gewölbten Seitenflächen der Kotflügel und Türen. Sie waren oft Anlass von Kritik. Harris Manns Gegenentwurf hatte stattdessen glattflächige Wagenflanken. Eine weitere Besonderheit sind die in Wagenfarbe lackierten Stoßstangen, die mit Ausnahme der Basismodelle zum Serienumfang gehörten. Der Maestro war der erste Kompaktwagen, der mit ihnen ausgerüstet war. In den ersten Monaten kam es hier zu Produktionsverzögerungen. Die Autos wurden ohne Stoßstangen gefertigt und standen danach teilweise mehrere Wochen auf Halden, wo sie auf die Lieferung passender Stoßstangen warteten. Im Laufe des Jahres 1983 normalisierte sich der Herstellungsprozess.
Besonderes Kennzeichen der Spitzenmodelle Austin Maestro Vanden Plas und MG Maestro waren Digitalinstrumente und ein sprechender Bordcomputer, der eine Reihe von Warnungen akustisch wiedergab. Die neuseeländische Schauspielerin Nicolette McKenzie hatte die Mitteilungen eingesprochen. Nach den ersten Baujahren wurde allerdings ein konventionelles Armaturenbrett eingebaut.

#### Bewertungen
Das Design des Maestro wurde und wird vielfach kritisiert. David Baches Nachfolger Roy Axe hielt den Maestro-Entwurf schon vor dem Produktionsbeginn für ein „Desaster“, konnte aber aufgrund der weit fortgeschrittenen Entwicklung keine Änderungen mehr vornehmen. Axe kritisierte insbesondere die unausgewogenen Proportionen, die von einem sehr langen vorderen und im Vergleich dazu sehr kurzen hinteren Überhang geprägt seien. Das Design, das in den späten 1970er-Jahren entstanden und auf damalige Konkurrenten wie den VW Golf I oder den Vauxhall Chevette ausgerichtet war, wirkte spätestens seit Ende der 1980er-Jahre veraltet; es machte den Maestro zu einem „Dinosaurier“.

### Motorisierung und Kraftübertragung

#### Motoren
Der Maestro war mit Otto- und Dieselmotoren von 1,3 bis 2,0 Litern Hubraum erhältlich. 
- Der kleinste Motor mit 1,3 Litern Hubraum war eine Variante der sogenannten A-Serie, deren erste Ausführung bereits 1950 auf den Markt gekommen war. Sie war während des gesamten Produktionszeitraums erhältlich.

- Bezüglich der nächsthöheren Motorisierung gab es anfänglich Überlegungen, noch einmal die E-Serie zum Einsatz kommen zu lassen, deren Produktion mit dem Austin Allegro 1981 eingestellt worden war. Von ihr gab es Varianten mit 1,5 und 1,7 Litern Hubraum, die allerdings von der Verkaufsabteilung abgelehnt wurden: Mit Blick auf die kontinentaleuropäische Konkurrenz wurde ein Motor mit 1,6 Litern Hubraum für nötig gehalten. Innerhalb kürzester Zeit entwickelte Austin Rover eine 1,6-Liter-Version der E-Serie, die mit der Bezeichnung R-Serie auf den Markt kam. Sie war 1983 und 1984 optional im Austin Maestro und mit gesteigerter Leistung standardmäßig im MG Maestro erhältlich. Die Motoren der R-Serie hatten zahlreiche Probleme, zu denen Nockenwellenbrüche und vereisungsanfällige Vergaser gehörten. Die R-Serie beschädigte den Ruf des Maestro in den ersten Jahren erheblich. Sie wurde nur zwei Jahre lang angeboten.

- Ab 1984 trat die S-Serie an die Stelle der R-Serie. Sie war eine nochmalige Weiterentwicklung der E-Serie aus den 1970er-Jahren, die die wesentlichen Probleme der R-Serie behob. Sie blieb als gegen Aufpreis erhältliche Motorisierung bis zur Einstellung des Austin Maestro 1994 im Programm. In leistungsgesteigerter Version war sie ein halbes Jahr lang (1984) im MG Maestro erhältlich.

- Als Spitzenmotorisierung kam 1984 eine 2,0 Liter große Version der O-Serie hinzu. Mit elektronischer Benzineinspritzung wurde sie nach Einstellung der S-Serie die Standardmotorisierung des MG Maestro. 1989 erschien zusätzlich eine turbogeladene Version für den MG.

- Ab 1985 war ein Dieselmotor erhältlich, den Rover mit Perkins Engines gemeinsam entwickelt hatte. Vorherige Versuche, Turbodieselmotoren von Volkswagen zu übernehmen, waren nicht erfolgreich. Der Vierzylinder-Diesel war zunächst auf den Delivery Van beschränkt. Erst 1991 erschien er auch im regulären PKW-Programm. Ab 1992 war ein Turbodiesel lieferbar.

| Motorisierungen Austin Maestro und MG Maestro |          |                 |           |                                                   |
| Baureihe                                      | Hubraum  | Leistung        | Zeitraum  | Modelle                                           |
| A-Series                                      | 1275 cm³ | 51 kW (69 PS)   | 1983–1994 | Austin Maestro                                    |
| A-Series                                      | 1275 cm³ | 48 kW (65 PS)   | 1983–1985 | Austin Maestro HLE                                |
| R-Series                                      | 1598 cm³ | 60 kW (81 PS)   | 1983–1984 | Austin Maestro                                    |
| R-Series                                      | 1598 cm³ | 77 kW (105 PS)  | 1984      | MG Maestro                                        |
| S-Series                                      | 1598 cm³ | 63 kW (85 PS)   | 1984–1994 | Austin Maestro                                    |
| S-Series                                      | 1598 cm³ | 77 kW (105 PS)  | 1984      | MG Maestro                                        |
| O-Series                                      | 1994 cm³ | 86 kW (117 PS)  | 1984–1991 | Austin Maestro MG Maestro 2.0 EFi MG Maestro 2.0i |
| O-Series                                      | 1994 cm³ | 113 kW (154 PS) | 1989–1991 | MG Maestro Turbo                                  |
| Perkins NA Diesel                             | 1994 cm³ | 46 kW (62 PS)   | 1985–1992 | Austin Maestro Van Austin Maestro                 |
| Perkins TD Diesel                             | 1994 cm³ | 66 kW (90 PS)   | 1992–1994 | Austin Maestro                                    |

#### Kraftübertragung
Der Austin Maestro hat Frontantrieb. Zum Einsatz kamen unterschiedliche Konstruktionen. Sie waren im Regelfall mit Schaltgetrieben verbunden, die Austin Rover von Volkswagen zukaufte. Etwas anderes gilt nur für die Autos mit den 2,0-Liter-Motoren der O-Serie: Hier setzte Austin Rover Fünfganggetriebe von Honda ein.

## Der MG Maestro
1983 wurde für sportliche Versionen des LM10 die Marke MG wiederbelebt. Verschiedene Ausführungen des Autos standen daraufhin bis 1991 als MG Maestro im Programm. Sie sollten mit dem VW Golf GTI und dem Ford Escort XR3i konkurrieren.

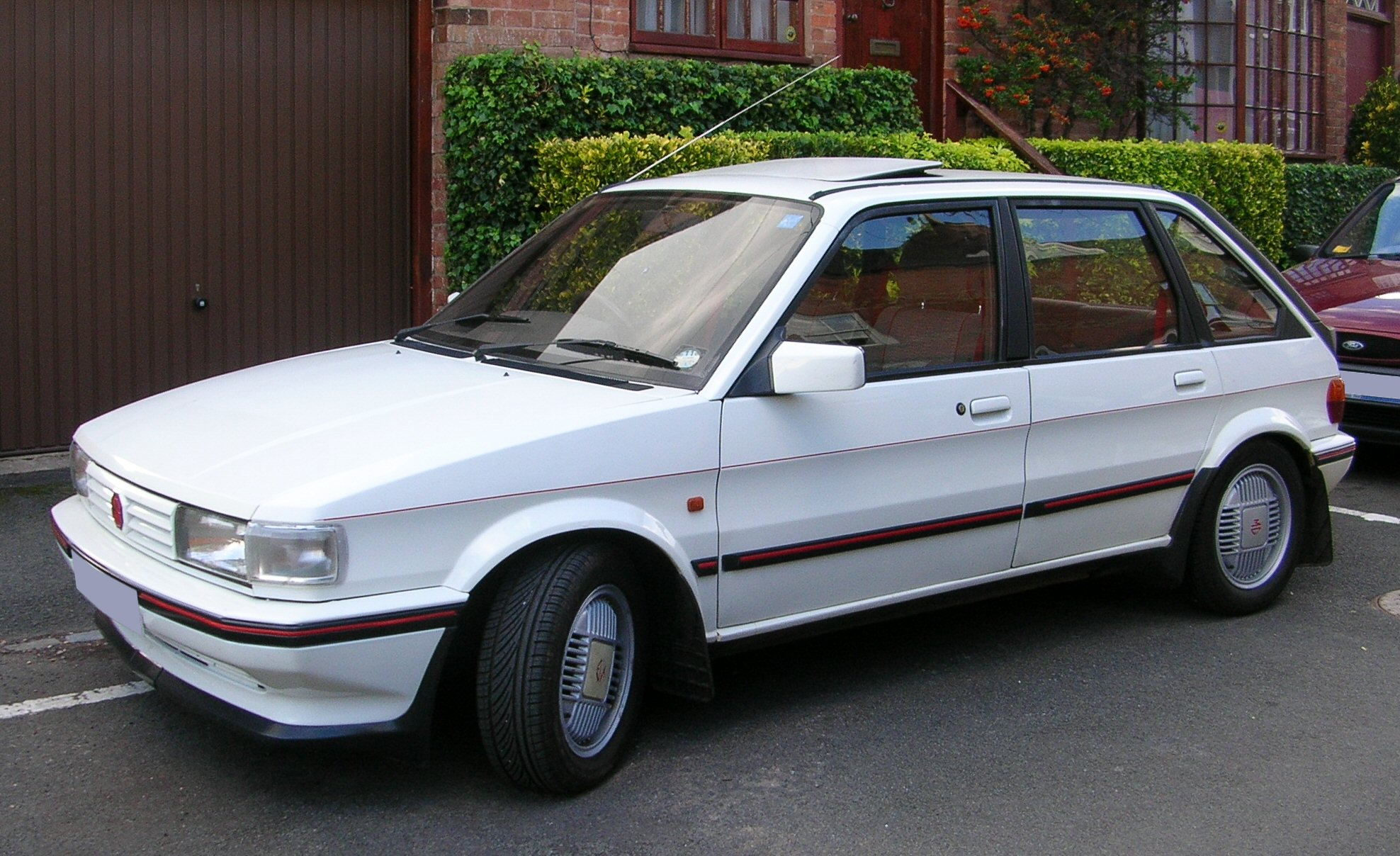
MG Maestro 2.0 EFi (1986)

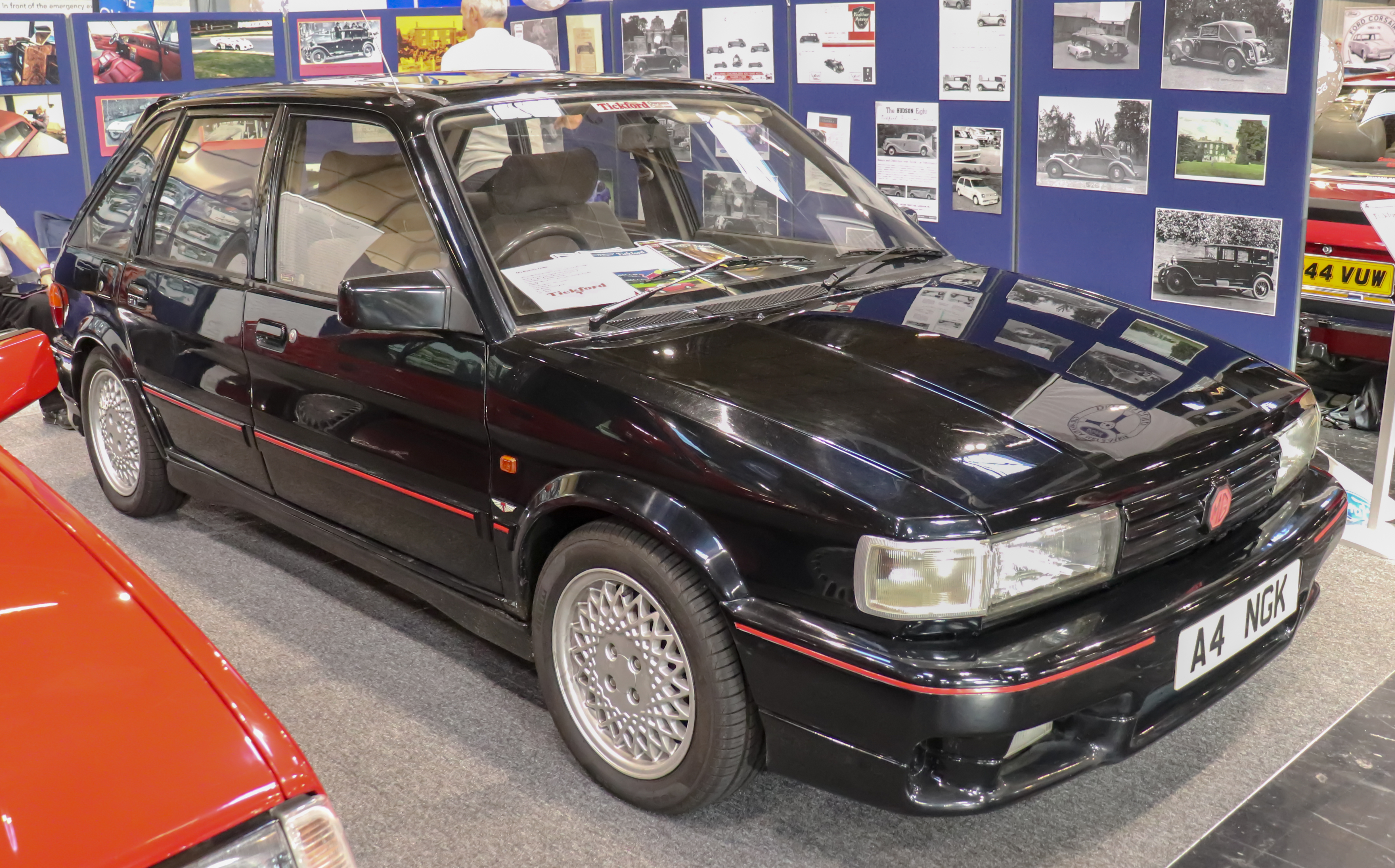
MG Maestro Turbo (1989)

### MG Maestro 1600
Die erste Version des MG Maestro war bei ihrer Einführung nicht ausreichend entwickelt; die Markteinführung erfolgte gegen den Rat der Ingenieure. Der MG Maestro 1600 hatte einen 1,6 Liter großen Reihenvierzylindermotor der R-Serie. Er war hier mit zwei Doppelvergasern von Weber ausgestattet, die sich in der Praxis als problematisch erwiesen. Auch die Werkstätten waren mit der Wartung der Motoren überfordert. Für kurze Zeit stellte Austin Rover auf Motoren der S-Serie um. Nach weniger als einem Jahr wurde die Produktion des MG Maestro 1600 im Sommer 1984 wieder eingestellt. Der britische Automobiljournalist Giles Chapman zählt dieses Modell zu den schlechtesten Autos, die jemals verkauft wurden.

### MG Maestro 2.0 EFi und 2.0i
Im Oktober 1984 löste der MG Maestro 2.0 EFi den bisherigen MG Maestro 1600 ab. Ab 1985 wurde das Modell als 2.0i (ohne den Zusatz EFi) bezeichnet. Er hatte einen 2,0 Liter großen Vierzylindermotor mit elektronischer Benzineinspritzung. Leistung, Zuverlässigkeit und Fahrverhalten dieser Versionen war deutlich besser als beim Vorgänger. Der 2.0 EFi hatte ein handgeschaltetes Fünfganggetriebe von Honda. Dieses Modell blieb bis 1991 im Programm.

### MG Maestro Turbo
Von 1989 bis 1991 wurde dem MG Maestro 2.0 EFi eine Version mit Turbomotor zur Seite gestellt. Basis war der bekannte 2,0-Liter-Motor, der hier allerdings nicht mit einer Benzineinspritzung, sondern mit Vergasern ausgestattet war. Die Karosserie trug Anbauteile, die Aston Martin Tickford gestaltet hatte. Dazu gehörten breite Stoßstangen und auffällige Schweller an den Fahrzeugflanken. Insgesamt entstanden 500 Fahrzeuge dieser Ausführung.

## Lizenzfertigungen

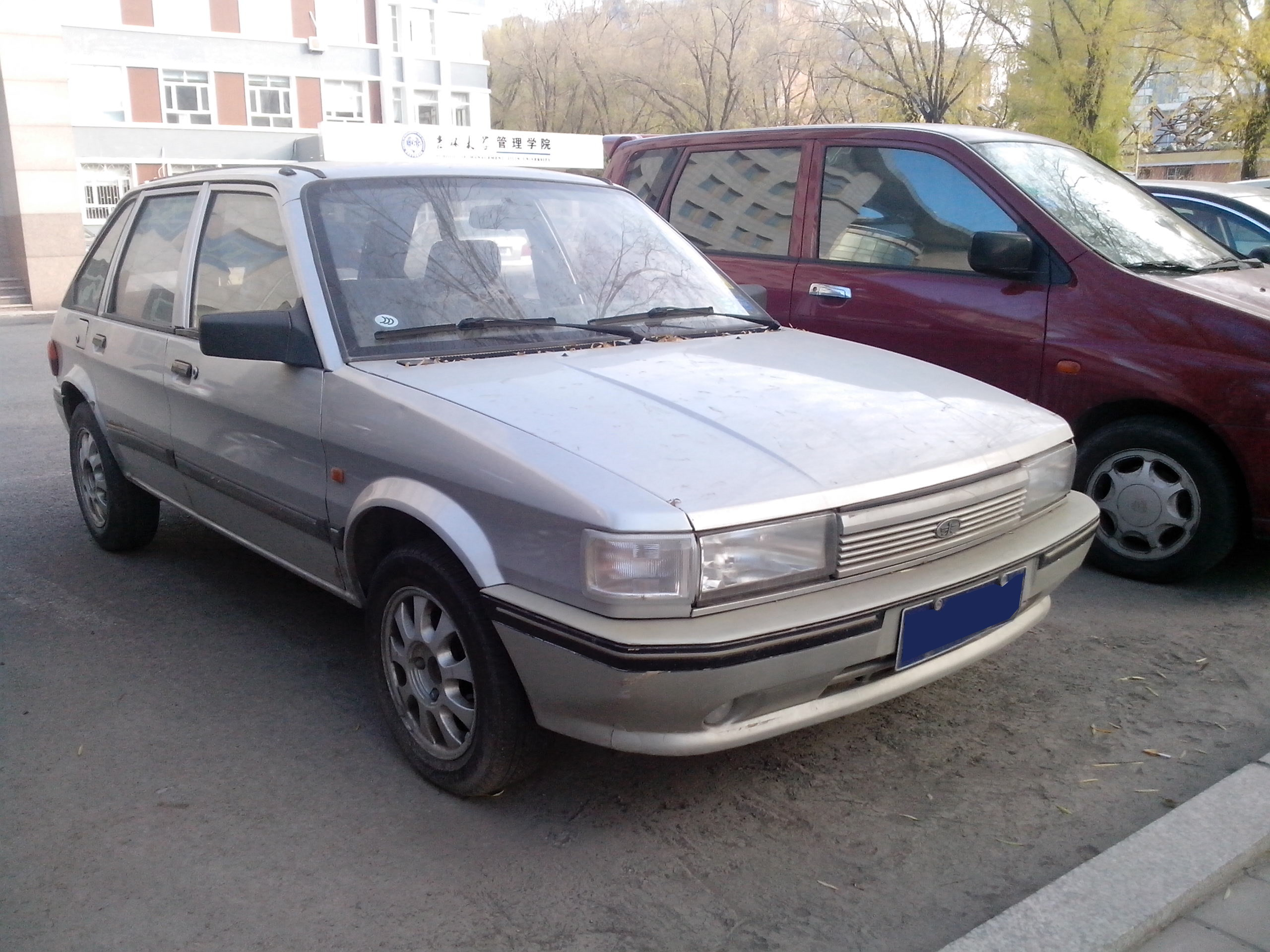
Chinesischer FAW Jiefang CA6400UA

### Bulgarien
Etwa 2200 Exemplare des Maestro wurden 1995 und 1996 aus Bausätzen von Rodacar im bulgarischen Warna hergestellt, einem britisch-bulgarischen Joint-Venture. Die Autos entsprachen dem Basismodell des britischen Maestro. Nur wenige Autos blieben in Bulgarien. Sie gingen überwiegend in den Export, vor allem nach Südamerika. Einige von ihnen kamen ab 1996 auch nach Großbritannien, wo sie – zumeist nach Umrüstung auf Rechtslenkung – bis 1999 von Apple 2000 Ltd. als Neuwagen verkauft wurden.

### China
In der Volksrepublik China wurde der Maestro von 2001 bis 2003 als Etsong Lubao QE6400 Ruby und Etsong Lubao QE6440 Laird produziert. 2003 übernahm China FAW Group (FAW) die Produktionsrechte und -anlagen. FAW bot den Maestro als Kombilimousine und als Van bis 2006 unter der Bezeichnung FAW Jiefang CA6400UA an. 2008 übernahm die Sichuan Auto Industry Group, die auch als Yema Auto firmiert, das Projekt. 2008 erschien der Maestro Van als Yema SQJ6450 wieder auf den chinesischen Markt. Die Maestro-Technik bildet auch die Basis der SUV-Modelle Yema F99, F10 und F12.

## Wiedergeburt

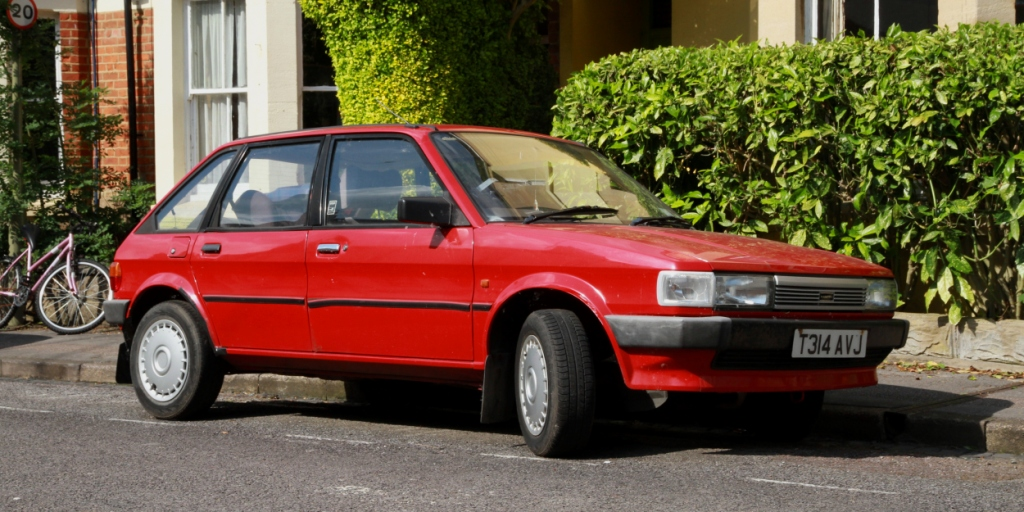
Ein von Parkway Services komplettierter Maestro mit Erstzulassung 1999

Aus dem britisch-bulgarischen Joint-Venture Rodacar ergab sich um die Jahrtausendwende eine Wiedergeburt des Austin Maestro in Großbritannien. Bis zur Betriebseinstellung Rodacars im Frühjahr 1996 hatte Austin Rover mehr CKD-Bausätze gefertigt als Rodacars abnehmen konnte. Die übrig gebliebenen Bausätze wurden zunächst eingelagert. 1997 übernahm Trans European Trading 621 dieser Bausätze und ließ sie nach und nach in Ledbury, Herefordshire, von Parkway Services komplettieren. Die fertigen Fahrzeuge wurden bis 2001 in Großbritannien zu einem Preis von 4.995 £ als Neuwagen verkauft.